# Sabatsminda
Sabatsminda (en georgiano: საბაწმინდა; en osetio: Сабацъминда) es un pueblo que pertenece a la parcialmente reconocida República de Osetia del Sur, parte del distrito de Tsjinval, aunque de iure pertenece al municipio de Kurta de la región de Iberia Interior de Georgia.

## Geografía
Sabatsminda se encuentra en el lado izquierdo del río Gran Liajvi, a 4 km de Tsjinvali. 

## Historia
De 1922 a 1990, formó parte del distrito de Tsjinval del óblast autónomo de Osetia del Sur. De 1990 a 2006, formó parte del raión de Kareli y, desde 2006, forma parte del municipio de Kurta.  

## Demografía
La evolución demográfica de Sabatsminda entre 1916 y 1989 fue la siguiente:
| 152                                                      | 185 | 111 | 73 | 54 |
| (Fuente: Population of South Ossetia since Soviet times) |     |     |    |    |

En el censo ruso de 1916 y el soviético de 1989, la composición étnica del pueblo era la siguiente:
|              | 1916      | 1916       | 1989      | 1989       |
| Grupo étnico | Población | Porcentaje | Población | Porcentaje |
| ------------ | --------- | ---------- | --------- | ---------- |
| Georgianos   | 81        | 53%        | 0         | 0%         |
| Osetios      | 71        | 47%        | 54        | 100%       |
| Total        | 152       | 100%       | 54        | 100%       |